# Glucagon
Glucagon là một hormone peptide, có công thức là C153H225N43O49S, được sản xuất bởi các tế bào alpha của tuyến tụy. Chất này hoạt động để tăng nồng độ glucose và axit béo trong máu, và được coi là hormone dị hóa chính của cơ thể. Horrmone này cũng được sử dụng như một loại thuốc để điều trị một số tình trạng sức khỏe. Tác động của nó là đối nghịch với insulin-làm giảm glucose ngoại bào.
Tuyến tụy giải phóng glucagon khi nồng độ insulin (và gián tiếp là glucose) trong máu giảm quá thấp. Glucagon làm cho gan chuyển hóa glycogen dự trữ thành glucose, giải phóng vào máu. Khi đường huyết cao, mặt khác, lại kích thích giải phóng insulin. Insulin cho phép glucose được lấy bởi tế bào và sử dụng bởi các mô phụ thuộc insulin. Do đó, glucagon và insulin là một phần của hệ thống phản hồi giúp giữ mức đường huyết ổn định. Glucagon làm tăng chuyển hóa sinh năng lượng và được tăng cao trong điều kiện căng thẳng. Glucagon thuộc họ tiết của hormone.

## Chức năng
Glucagon nói chung làm tăng nồng độ glucose trong máu bằng cách thúc đẩy quá trình tân tạo đường (gluconeogenesis) và phân giải glycogen. Glucagon cũng làm giảm tổng hợp acid béo trong mô mỡ và gan, cũng như thúc đẩy quá trình phân giải lipid trong các mô này, khiến chúng giải phóng các acid béo vào mạch máu, nơi các chất này có thể được chuyển hóa thành năng lượng cho một số mô cần thiết, ví dụ như cơ xương.
Glucose được lưu trữ ở gan dưới dạng polysaccharide là glycogen, là một glucan (một polymer được tạo thành từ các phân tử glucose). Tế bào gan (Hepatocyte) có các thụ thể glucagon. Khi glucagon liên kết với các thụ thể này, các tế bào gan chuyển đổi chuỗi glycogen thành các phân tử glucose riêng biệt và giải phóng chúng vào máu, đây gọi là quá trình phân giải glycogen. Khi các chất dự trữ này cạn kiệt, glucagon kích thích gan và thận tổng hợp thêm glucose bằng quá trình tân tạo đường. Glucagon lúc này sẽ "tắt" quá trình phân giải glycogen trong gan, tạo ra những sản phẩm phân giải glycogen trung gian và được chuyển đến quá trình tân tạo đường sau đó.
Glucagon cũng điều chỉnh tốc độ sản xuất glucose thông qua phân giải lipid. Glucagon gây ra tình trạng phân giải lipid ở người dưới điều kiện ức chế của insulin (như đái tháo đường type 1).
Sản xuất glucagon dường như phụ thuộc vào hệ thống thần kinh trung ương thông qua các con đường chưa được xác định rõ. Ở động vật không xương sống, loại bỏ cuống mắt đã được ghi nhận có ảnh hưởng đến sản xuất glucagon. Loại bỏ mắt ở những con tôm non khiến chúng bị tăng đường huyết (hyperglycemia) do glucagon gây ra.